# Konstanty Aleksander Jabłonowski
Konstanty Aleksander Jabłonowski herbu Prus III – generał-adiutant buławy wielkiej koronnej, pułkownik wojsk koronnych i inspektor mennicy królewskiej w 1774 roku.
Podpisał elekcję Stanisława Augusta Poniatowskiego z województwem kaliskim. Usynowił Władysława zw. Murzynkiem (późniejszego generał brygady Legionów Polskich) syna żony generała Marii Franciszki Dealire, angielskiej arystokratki, i jej afrykańskiego lokaja. 